# Uropeltis smithi
Uropeltis smithi är en ormart som beskrevs av Gans 1966. Uropeltis smithi ingår i släktet Uropeltis och familjen sköldsvansormar. IUCN kategoriserar arten globalt som otillräckligt studerad. Inga underarter finns listade i Catalogue of Life.
Djurets taxonomiska status är inte helt klarlagt. Kanske är Uropeltis smithi ett synonym till Uropeltis grandis eller tvärtom.
Arten förekommer i bergstrakter i södra Indien mellan 1200 och 1400 meter över havet. Den lever i bergsskogar och gräver i marken.